# Okinka Pampa
Okinka Pampa Kanyimpa, parfois Kanjimpa, décédée en 1930, était une reine-prêtresse des Bijagos d'Orango, dans les îles Bissagos en Guinée-Bissau. Elle vivait à Angagumé.

## Biographie
La reine Pampa Kanyimpa, membre du clan Okinka, succède à son père Bankajapa en tant que souveraine de l'île. Elle est chargée de protéger les ancêtres de l'île et d'être la gardienne de ses traditions dans les années 1910. C'est une époque où le gouvernement du Portugal se prépare à occuper l'archipel des Bissagos dans le cadre de ses revendications territoriales en Afrique. Le Portugal considère les îles comme une opportunité d'étendre ses ports commerciaux et d'améliorer l'économie des colons portugais. Dans une tentative de maintenir la paix, elle résiste à leurs campagnes pendant un certain temps avant de signer un traité de paix avec eux. Parallèlement, elle met en œuvre des réformes sociétales qui élargissent les droits des femmes et met fin à l'esclavage. Okinka Pampa meurt en 1930 de causes naturelles; son héritage est aujourd'hui encore célébré dans les îles et sur le continent. Elle est la dernière reine du peuple Bijago,. Okinka Pampa est toujours vénérée dans tout l'archipel et sa tombe peut encore être visitée.